# Брэгг, Элвин
Э́лвин Ле́онард Брэгг-мла́дший (англ. Alvin Leonard Bragg-jr.; родился 21 октября 1973 года, Манхэттен) — американский политик и юрист из штата Нью-Йорк, который в данный момент занимает должность окружного прокурора Манхэттена. В 2021 году он стал первым афроамериканцем, избранным на этот пост. Ранее он занимал пост главного заместителя генерального прокурора Нью-Йорка и помощника Федерального прокурора США в Южном округе Нью-Йорка.

## Ранняя жизнь и образование
Брэгг родом из Гарлема и вырос на Стриверз-роу. В интервью The American Prospect Брэгг сказал, что на него «глубоко повлияла система уголовного правосудия – самым непосредственным образом через нацеливание трёх дул пистолетов полицией Нью-Йорка». Он окончил школу Тринити, прежде чем поступить в подразделение Гарвардского университета. В 1995 году он с отличием окончил Гарвард со степенью бакалавра искусств в области государственного управления, и получил степень доктора права в Гарвардской школе права, где он был редактором Harvard Civil Rights–Civil Liberties Law Review.

## Начало карьеры
Брэгг сначала работал клерком у окружного судьи Роберта Паттерсона, прежде чем перейти на работу в юридическую фирму Morvillo Abramowitz Grand Iason & Anello в качестве юриста, где его работа была сосредоточена на мошенничестве «белых воротничков» и вопросах гражданских прав. В 2003 году он поступил на работу в канцелярию генерального прокурора Нью-Йорка Элиота Спитцера, прежде чем стать начальником отдела судебных разбирательств и расследований городского совета Нью-Йорка. В 2009 году Брэгг покинул городской совет, чтобы занять должность помощника прокурора в Южном округе Нью-Йорка.
В 2017 году генеральный прокурор Нью-Йорка Эрик Шнейдерман назначает Брэгга своим главным заместителем. Брэгг руководил отделами уголовного правосудия и социальной справедливости, контролируя судебные иски, возбужденные государством против Фонда Дональда Трампа, Харви Вайнштейна и его кинокомпании, а также добавление вопроса о гражданстве в перепись населения 2020 года. Он покинул эту должность в декабре 2018 года и стал профессором Нью-Йоркской школы права, где был содиректором проекта «Расовое правосудие». Брэгг является членом совета директоров Общества юридической помощи. Он представлял интересы семей Рамарли Грэма и Эрика Гарнера в гражданском процессе против города Нью-Йорк.

## Окружной прокурор
В июне 2019 года Брэгг выдвинул свою кандидатуру на выборах 2021 года от Демократической партии на пост окружного прокурора Манхэттена, которую тогда занимал Сайрус Вэнс, который не стал баллотироваться на переизбрание. После состоявшихся 22 июня 2021 года праймериз Демократической партии Брэгг лидировал по результатам подсчёта голосов, и на первичных выборах, состоявшихся 2 июля, ему уступила на три процента бывший главный юрисконсульт окружной прокуратуры Бруклина Тали Вайнштейн. 2 ноября 2021 года Брэгг победил республиканца Томаса Кенниффа на всеобщих выборах, став первым афроамериканцем, избранным окружным прокурором Манхэттена. Брэгг был приведён к присяге 1 января 2022 года.

### Правонарушения низкого уровня
4 января 2022 года, после трёх дней пребывания в должности, он объявил, что его ведомство больше не будет преследовать преступления низкого уровня, такие как уклонение от оплаты проезда, сопротивление аресту, проституция и проступки, связанные с каннабисом, если они не сопровождаются обвинением в уголовном преступлении. Он также решил добиваться мягких приговоров в кражах со взломом и ограблениях магазинов, когда преступник «демонстрирует опасный инструмент, но не создаёт реальной угрозы физического вреда». 20 января Брэгг оспорил то, что он назвал «законнической» интерпретацией его меморандума о политике судебного преследования и указал, что он поддерживает политику нулевой терпимости к насильственным преступлениям.

### Судебное преследование Трампа
23 февраля 2022 года, Кэри Данн и Марк Померанц, ведущие обвинители в расследовании по делу Дональда Трампа и его деятельности внезапно подали в отставку после того, как Брэгг «указал им, что у него есть сомнения относительно продвижения дела против мистера Трампа». В своем заявлении об отставке Померанц написал, что «команда, которая вела расследование в отношении мистера Трампа, не сомневается в том, что он совершал преступления, включая фальсификацию деловых документов», и было бы «серьёзным нарушением правосудия» не выдвигать уголовных обвинений. Нью-Йорк Таймс сообщила, что Брэгг «отказался от предъявления обвинения Трампу» и не был уверен, доказывая в суде, что Трамп «сознательно фальсифицировал стоимость своих активов в годовых финансовых отчётах». The Washington Post отметила, что Брэгг не спешил встречаться с Данном и Померанцем после вступления в должность, и когда они, наконец, встретились, чтобы обсудить дело, источник в офисе окружного прокурора прокомментировал, что Брэгг казался рассеянным и отстранённым, постоянно проверяя свой мобильный телефон. Эти утверждения были опровергнуты представителем Брэгга
21 ноября 2022 года, Нью-Йорк Таймс сообщила, что офис окружного прокурора «предпринял шаги, чтобы ускорить свое уголовное расследование» в связи с сообщением Трампа о «тайной выплате денег порнозвезде, которая сказала, что у неё был роман с мистером Трампом». Брэгг подтвердил CNN в январе 2023 года, что расследование продолжается. 30 января он представил доказательства Большому жюри относительно роли Трампа в выплате порнозвезде.

### Обвинение против Хосе Альбы
7 июля 2022 года продавец круглосуточного винного магазина Хосе Альба подвергся нападению  со стороны чернокожего покупателя в споре из-за пакета картофельных чипсов. Альба попытался разрядить обстановку, но после того, как его прижали к стене, защищаясь ножом, смертельно ранил нападавшего. Брэгг предъявил Альбе обвинение в убийстве второй степени и запросил залог в размере 500 000 долларов; судья назначил его в размере 250 000 долларов. Девушка убитого нападавшего нанесла Альбе удар своим ножом, после попытки обратить нож Альбы обратно на него. Брэгг отказался предъявить ей обвинение. После сильной негативной реакции Брэгг в конечном итоге решил снять обвинения с Альбы, отметив, что «дело об убийстве против Альбы не может быть доказано в суде вне разумных сомнений».

### Обвинение против Стива Бэннона
6 сентября 2022 года The Washington Post сообщила, что прокуратура Манхэттена предъявит обвинение Стиву Бэннону по тем же обвинениям в мошенничестве, за которое в 2020 году он был помилован президентом Дональдом Трампом. 8 сентября Бэннону было предъявлено обвинение в «обмане американцев, которые хотели внести свой вклад в строительство стены на южной границе», направив более 100 000 долларов их пожертвований президенту организации «We Build the Wall Inc» Брайану Колфейджу.  Брэгг обвинил Бэннона в двух уголовных преступлениях, связанных с отмыванием денег, двух уголовных преступлениях, связанных с заговором, и одном уголовном преступлении, связанном с мошенничеством. Бэннон не признал себя виновным.

## Личная жизнь
Брэгг женился на Джамиле Мэри Понтон в 2003 году. Она является директором одной из программ организации Girls Inc. У них двое детей. Брэгг одно время преподавал в воскресной школе Абиссинской баптистской церкви.